# Pałac w Jędrzejowie
Pałac w Jędrzejowie – zabytkowy pałac w Jędrzejowie.
Do zespołu zabytków należy także park.
Według niektórych podań pałac należał do zakonu krzyżackiego. W XVII wieku wraz z dobrami należał do rodziny von Gilgenheimb, a od XIX wieku do rodziny von Francken-Sierstopff. W obecnym kształcie powstał około 1882 r. w stylu neogotyckim. Obecnie w domu znajduje się dom opieki społecznej.
Od frontu główne wejście a nad kolumną okna tarasowego w stylu romańskiego biforium kartusz z herbem rodziny Francken-Sierstorpff, nad krzyżem maltańskim.

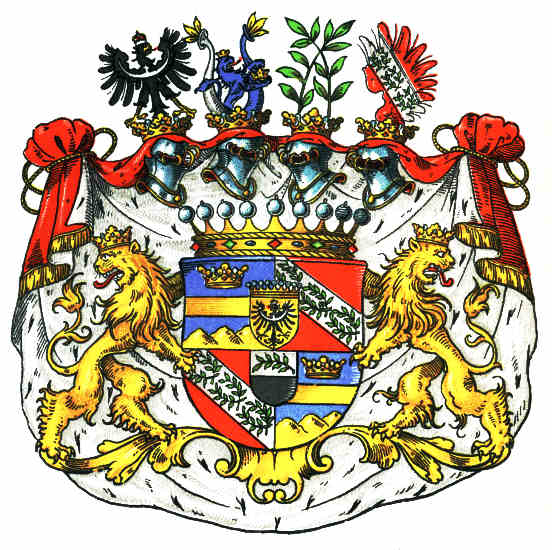
Herb v. Francken-Sierstorpff